# 緑色の部屋
『緑色の部屋』（みどりいろのへや、La Chambre verte）は、1978年公開のフランスの映画。フランソワ・トリュフォー監督。原作はヘンリー・ジェイムズの中篇小説『死者たちの祭壇』。短篇小説『密林の野獣』『こよなき友ら』もモチーフにしている。
死者の肖像や遺品で飾られた「緑色の部屋」で生活する男の死者に対する愛情の物語。トリュフォー自らが主役を演じた。なお、トリュフォーによれば「緑色」には特に意味があるわけではなく、ただ緑色を題名に冠した映画があまりなかったから付けてみただけということであるが、ドイツの神秘主義者ルドルフ・シュタイナーの言葉に「緑色は生命の死せる像である」というものがある。
トリュフォーは本作と『恋のエチュード』、『アデルの恋の物語』を「ロウソクの三部作」と呼んだ。カメラマンのネストール・アルメンドロスとは三部作のほか、『野性の少年』でもロウソクを使った撮影に挑戦している。

## ストーリー
1928年フランス東部の小さな町。ジュリアン（フランソワ・トリュフォー）は若くして亡くした妻ジュリーへの愛情を忘れないために彼女の写真や遺品を飾った「緑色の部屋」で、家政婦（ジャーヌ・ローブル）と聾唖の少年ジョルジュ（パトリック・マレオン）と共にひっそりと暮らしていた。
ある日ジュリアンは、妻の形見を買い戻すために出かけた競売で、セシリアという女性と出会い、親しくなった。彼女もジュリアンと同じく死者を大切にする心を持っていた。ジュリアンは古い礼拝堂を買い取って、そこを「死者たちの祭壇」とし、心に残る死者たちをあつめてロウソクをともした。
ジュリアンはセシリアと共同で祭壇を管理することにしたが、ある日、セシリアの部屋に、生前は彼の敵であったポール・マシニーの写真を見つけた。セシリアは彼の愛人だったのだ。ジュリアンは絶望して引きこもり、何も食べずに衰弱していった。セシリアは手紙で思いを伝えた。ジュリアンは必死で祭壇へ行き、彼女の前で息を引き取った。

## キャスト
- ジュリアン・ダヴェンヌ：フランソワ・トリュフォー
- セシリア・マンデル：ナタリー・バイ
- ベルナール・アンベール：ジャン・ダステ
- ジェラール・マゼ：ジャン＝ピエール・ムーラン
- 家政婦：ジャーヌ・ローブル
- ジョルジュ：パトリック・マレオン

## 解説
- 「死者たちの祭壇」にはジャン・コクトー、ジャック・オーディベルティ、ジャック・ベッケル、モーリス・ジョーベールなど、トリュフォーゆかりの人々の遺影が飾られている。なお、『突然炎のごとく』のオスカー・ウェルナーの写真も飾られているように見えるが、ジャンヌ・モローによれば、それはウェルナーによく似たモーツァルトの肖像画だそうである。
- 亡くなった妻にそっくりの等身大の人形をつくらせるエピソードはルイス・ブニュエル監督の『アルチバルド・デラクルスの犯罪的人生』からの引用。